# إدوارد ميلبورن
إدوارد ميلبورن (15 سبتمبر 1967 في المملكة المتحدة - ) (بالإنجليزية: Edward Milburn)‏ هو لاعب كريكت من المملكة المتحدة. لعب مع نادي وارويكشاير للكريكيت ‏ ونادي مقاطعة غلوستر للكريكت ‏.

## وصلات خارجية
- إدوارد ميلبورن على موقع إي آس بي آن كريك إنفو (الإنجليزية)